# العلاقات السويدية الإسرائيلية
يشير العلاقات بين إسرائيل والسويد إلى العلاقات الثنائية بين إسرائيل والسويد. إسرائيل لديها سفارة في ستوكهولم بينما السويد لها سفارة في تل أبيب وقنصلية في القدس والقنصلية الفخرية (حيفا وإيلات) تضررت العلاقات الدبلوماسية بين البلدين بشدة عندما أصبحت السويد أول عضو في الاتحاد الأوروبي يعترف بدولة فلسطين في عام 2014. في السابق، كان الأعضاء الآخرون قد اعترفوا بفلسطين، لكن ذلك كان قبل انضمامهم إلى الاتحاد الأوروبي.

## مقارنة البلد
|                                 | السويد | إسرائيل                                                                                |
| ------------------------------- | --- | -------------------------------------------------------------------------------------- |
| علم                             | وصلة=\|حدود | وصلة=\|حدود                                                                            |
| تعداد السكان                    | 10,196,177 (2018) | 8,904,280 (2018)                                                                       |
| منطقة                           | 450,295 كيلومتر مربع (173,860 ميل2) | 20,770 كيلومتر مربع (8,019 ميل2)                                                       |
| الكثافة السكانية                | 23 لكل كيلومتر مربع (60/ميل2) | 403 لكل كيلومتر مربع (1,044/ميل2)                                                      |
| عاصمة                           | ستوكهولم | بيت المقدس                                                                             |
| اكبر مدينة                      | ستوكهولم 952,058 (2,315,612 مترو) | القدس 901,302 (1,253,900 مترو)                                                         |
| أكبر منطقة مترو                 | ستوكهولم 2,315,612 | تل أبيب-يافا 3,854,000                                                                 |
| الحكومي                         | الملكية الدستورية | جمهورية برلمانية                                                                       |
| أول رئيس دولة                   | إريك سيجيرسل | ديفيد بن غوريون                                                                        |
| رئيس الدولة الحالي              | كارل السادس عشر غوستاف | بنيامين نتنياهو                                                                        |
| لغة رسمية                       | اللغة السويدية | اللغة العبرية                                                                          |
| الأديان الرئيسية                | 63.2 ٪ اللوثرية، 1.2 ٪ الكاثوليكية </br> 3.8 ٪ البروتستانتية، 1.3 ٪ الأرثوذكسية، 0.3 ٪ المسيحية الأخرى </br> 28.4٪ غير منتسبين 0.3٪ مسلمين و 0.3٪ ديانات أخرى | اليهودية 74.7٪ الإسلام 17.7٪ (معظمهم من السنة) المسيحية 2٪ الدروز 1.6٪ غير معروف 4.1 ٪ |
| جماعات عرقية                    | 89 ٪ السويديين، 5 ٪ الفنلنديين، 1 ٪ سامي 5 ٪ من المهاجرين | 75.4٪ من اليهود و 20.6٪ من العرب و 4.1٪ من الآخرين                                     |
| الناتج المحلي الإجمالي (الاسمي) | 547 مليار دولار (53,077 دولار للفرد) | 305 مليارات دولار (38,004 دولار للفرد)                                                 |
| النفقات العسكرية                | 5.7 مليار دولار (1.2 ٪ من الناتج المحلي الإجمالي) | 23.2 مليار دولار (7.6 ٪ من الناتج المحلي الإجمالي)                                     |
| القوات العسكرية                 | 57000 | 176500                                                                                 |
| المتحدثون باللغة الإنجليزية     | 86٪ | 84.97٪                                                                                 |
| القوى العاملة                   | 5100000 | 4198000                                                                                |

## التاريخ
صوتت السويد لصالح خطة الأمم المتحدة للتقسيم من أجل فلسطين التي اقترحها U N S C O P (برئاسة المحامي السويدي إميل ساندستروم) في عام 1947، والتي وفرت الأساس القانوني لإنشاء دولة إسرائيل، وقدمت خدمات الكونت فولك برنادوت، دبلوماسي سويدي وابن أخ الملك غوستاف الخامس ملك السويد آنذاك، لمساعدة الأمم المتحدة في المفاوضات بين السكان العرب والفلسطينيين. رتب النبيل السويدي هدنة هشة بين دولة إسرائيل الجديدة والجيران العرب الذين شنوا هجومًا عليها في مايو 1948، ثم حاولوا تأمين سلام دائم. في 17 سبتمبر 1948، قامت مجموعة مسلحة صهيونية تدعى ليهي (جماعة) ، والمعروفة أيضًا باسم عصابة شتيرن، باغتيال بيرنادوت. تم توجيه عملية الاغتيال من قبل يهوشوا زيتلر ونفذها فريق من أربعة رجال بقيادة ميشولام ماكوفر. أطلقت الطلقات القاتلة من قبل يهوشوا كوهين. وصف مجلس الأمن التابع للأمم المتحدة عملية الاغتيال بأنها «عمل جبان يبدو أنه ارتكب من قبل مجموعة إجرامية من الإرهابيين». رأى ليهي برنادوت بمثابة دمية بريطانية وعربية، وبالتالي يشكل تهديدًا خطيرًا لدولة إسرائيل الناشئة، ويخشى أن تقبل الحكومة الإسرائيلية المؤقتة خطته التي تعتبرها كارثية.   
بعد وقت قصير من الاغتيال، أقرت الحكومة الإسرائيلية قانون منع الإرهاب وأعلنت أن ليهي منظمة إرهابية. تم القبض على العديد من أعضاء L e h i ، بمن فيهم الزعيمان Nathan Y e l l i n -M o r و M a t i t i a h u S c h m u l e v i t z . رئيس وزراء إسرائيل، دافيد بن غوريون، سرعان ما حرم ليهي من «عصابة من المحتالين، الجبناء والمخططين المنخفضين»، لكن بعد خمسة أشهر، أعلن عن عفو عام وأطلق سراحهم جميعًا.  اعتقدت السويد أن عملية الاغتيال كانت مخططة من قبل حكومة إسرائيل بدلاً من إرهابيين مستقلين ووجدت أن التحقيق والعواقب غير كافية للجريمة. لم يبدأ تحقيق الشرطة إلا بعد 24 ساعة من الاغتيال، ووفقًا للمؤرخ الإسرائيلي أميتسور إيلان، كان التحقيق «هواة». لم يكن حتى عام 1995 الذي عبر عنه شمعون بيريز رسمياً «عن أسفه لقتله بطريقة إرهابية». السويد، من جانبها، حاولت تأجيل قبول دولة إسرائيل في الأمم المتحدة. ظلت العلاقات بين السويد وإسرائيل مبردة نتيجة الاغتيال وعفو إسرائيل عن الجناة. 
كانت العلاقات بين السويد وإسرائيل جيدة خلال الخمسينيات والستينيات من القرن الماضي، خلال فترة ولاية تاج إيرلاندر كرئيس وزراء للسويد. أعرب إيرلاندر عن دعمه القوي لإسرائيل خلال حرب الأيام الستة.
كان أولوف بالم، الذي خلف إيرلاندر كرئيس وزراء سويدي وزعيم للحزب الاشتراكي الديمقراطي في عام 1969، أكثر انتقادا للولايات المتحدة وحلفائها، بما في ذلك إسرائيل. في عام 1969، تبنى الحزب الاشتراكي الديمقراطي موقفا محايدا في الصراع الإسرائيلي الفلسطيني. تم تبرير السياسة الجديدة من خلال موقف الدبلوماسي السويدي جونار جارنج كمبعوث خاص للأمين العام للأمم المتحدة في الصراع (ما يسمى مهمة جارينج). 
في أكتوبر 1973، أثناء حرب يوم الغفران، انتقد وزير الخارجية السويدي كريستر ويكمان إسرائيل وقال إن المشاكل في الشرق الأوسط لا يمكن حلها عن طريق التفوق العسكري.  في يونيو عام 1981، أدانت السويد الهجوم الإسرائيلي على مفاعل أوزيراك النووي في العراق باعتباره «انتهاكًا واضحًا للقانون الدولي». في يوليو 1982، بعد غزو إسرائيل للبنان، قارن رئيس الوزراء أولوف بالم معاملة إسرائيل للأطفال الفلسطينيين بمعاملة ألمانيا النازية للأطفال اليهود في معسكرات الاعتقال النازية وفي أحياء الحرب العالمية الثانية. في ديسمبر 1988، زار رئيس منظمة التحرير الفلسطينية ياسر عرفات ستوكهولم بدعوة من الحكومة السويدية. بعد يومين من المفاوضات، أعلن عرفات أنه سيقبل الآن حق إسرائيل في الوجود وندد بجميع أشكال الإرهاب.
في أكتوبر 1999، زار رئيس الوزراء السويدي غوران بيرسون إسرائيل، وعرضت التوسط في عملية السلام في الشرق الأوسط. كانت زيارة بيرسون هي أول زيارة رسمية لرئيس وزراء سويدي منذ زيارة تاغ إيرلاندر في عام 1962.
في يناير 2004، قام سفير إسرائيل في السويد تسفي مازيل بتخريب قطعة من الأعمال الفنية للفنان السويدي الإسرائيلي درور فيلير في المتحف السويدي للآثار الوطنية في ستوكهولم، حيث قدم صورة للمهاجم الانتحاري الفلسطيني هنادي جرادات بصفته «سنو وايت». أثارت أعمال مازل حادثة دبلوماسية بين البلدين. [بحاجة لمصدر]
خلال حرب لبنان عام 2006 ، أدان وزير الخارجية جان إلياسون تصرفات حزب الله والرد الإسرائيلي. خلال حرب غزة في يناير 2009، انتقد وزير الشؤون الخارجية كارل بيلت إسرائيل ودعا إلى وقف فوري لإطلاق النار 
في أغسطس 2009، اندلع خلاف دبلوماسي بعد نشر مقال في صحيفة افتونبلاديت السويدية اليومية التي زعمت فيها أن الجيش الإسرائيلي شارك في جمع الأعضاء من فلسطينيين ميتين. دعت إسرائيل الحكومة السويدية إلى إدانة المقال، الذي وصفته بأنه «مظهر من مظاهر معاداة السامية» و «تشهير دموي» حديث. رفضت الحكومة السويدية، مشيرة إلى حرية الصحافة ودستور البلاد.
في أكتوبر 2014، أعلنت حكومة ستيفان لوففن المنتخبة حديثًا عن الحزب الاشتراكي الديمقراطي السويدي أنها ستعترف بدولة فلسطين قائلة «لا يمكن حل النزاع بين إسرائيل وفلسطين إلا عن طريق حل الدولتين. . . يتطلب حل الدولتين الاعتراف المتبادل وإرادة التعايش السلمي. لذلك سوف تعترف السويد بدولة فلسطين.»  وردًا على ذلك، قال مكتب وزير الخارجية أفيغدور ليبرمان إنه «يأسف لأن رئيس الوزراء الجديد كان في عجلة من أمره للإدلاء بتصريحات حول موقف السويد فيما يتعلق بالاعتراف بدولة فلسطينية، وذلك على ما يبدو قبل أن يكون لديه الوقت حتى لدراسة القضية بتعمق». وأنه سيتم استدعاء السفير السويدي لإجراء «محادثة» حول هذه القضية. وصرح ليبرمان أيضًا بأن «لوفن سارع إلى إصدار تصريحات... على ما يبدو قبل أن يتمكن من الخوض في الأمر ويفهم أن الفلسطينيين هم الذين شكلوا عقبة أمام التقدم» في التوصل إلى اتفاق سلام مع إسرائيل. ثم دعا لوفين «للتركيز على المزيد من المشكلات الملتهبة في المنطقة مثل عمليات القتل الجماعي اليومية التي تحدث في سوريا والعراق وأماكن أخرى». استدعت إسرائيل سفيرها لدى السويد، إسحاق باخمان، للتشاور لكنه عاد إلى السويد بعد شهر. في ديسمبر، أعلن ليبرمان خطته لمقاطعة الزيارة التي توقعها نظيره السويدي، وأضاف أن «العلاقات في الشرق الأوسط أكثر تعقيدًا بكثير من أثاث التجميع الذاتي في ايكيا». ردت وزيرة الخارجية السويدية مارجوت فالستروم على تعليق ليبرمان قائلاً: «سأكون سعيدًا بإرسال حزمة مسطحة من أثاث ايكيا وسوف يرى أيضًا أن ما تحتاجه لوضع ذلك معًا هو أولاً وقبل كل شيء شريك. وتحتاج أيضًا إلى التعاون وتحتاج إلى دليل جيد وأعتقد أن لدينا معظم هذه العناصر.» أعلن في يناير 2015 أنها ألغت زيارتها حتى إشعار آخر. كان الغرض من الزيارة في المقام الأول هو تكريم راؤول والنبرغ، الدبلوماسي من السويد الذي أنقذ عشرات الآلاف من اليهود من إرسالهم إلى معسكرات الاعتقال عن طريق إصدار أوراق سويدية لهم خلال الحرب العالمية الثانية.
في يوليو 2025، طلب السويد من الاتحاد الأوروبي تعليق الشق التجاري من اتفاقية الشراكة مع إسرائيل. ذكر رئيس الوزراء أولف كريسترسون أن «الوضع في غزة مروع جدًّا وتمتنع إسرائيل عن القيام بواجباتها الأساسية والاتفاقات بشأن المساعدات الطارئة».

## العلاقات التجارية
افتتحت سلسلة الملابس السويدية H&M أول متجر لها في تل أبيب عام 2010، تليها خمسة متاجر أخرى في جميع أنحاء البلاد. يتم التخطيط لمزيد من المتاجر لمنطقة غوش دان.
في عام 2014، صدرت إسرائيل ما مجموعه 185 مليون دولار أمريكي إلى السويد، لا سيما في مجال الإلكترونيات،  حين صدرت السويد 491 مليون دولار أمريكي لإسرائيل، لا سيما المركبات والآلات. 

## العلاقات الثقافية
جمعية الصداقة بين السويد وإسرائيل هي منظمة مقرها السويد تعمل على تعزيز العلاقات الثقافية بين إسرائيل والسويد. تم تأسيسها في ستوكهولم عام 1953، مع افتتاح فروع محلية في غوتنبرغ ومالمو في العام التالي. تضم الجمعية اليوم 26 فرعًا محليًا تضم 3 آلاف عضو.

## روابط خارجية
- السفارة الإسرائيلية في ستوكهولم
- السفارة السويدية في تل أبيب